# Alexei Sergejewitsch Sagorny
Alexei Sergejewitsch Sagorny (russisch Алексей Сергеевич Загорный, engl. Transkription Aleksey Zagornyi; * 31. Mai 1978 in Jaroslawl) ist ein russischer Hammerwerfer.
Als Teilnehmer der Olympischen Spiele 2000 in Sydney schied er in der Qualifikation aus. Dasselbe Schicksal ereilte ihn bei den Leichtathletik-Weltmeisterschaften 2003 in Paris/Saint-Denis und 2007 in Osaka. Bei den Leichtathletik-Europameisterschaften 2002 in München wurde er Elfter. Seine Bestweite von 83,43 m erzielte er am 10. Februar 2002 in Adler; dies war gleichzeitig die Weltbestleistung dieses Jahres.  	 
Sein bislang größter Erfolg ist der Gewinn der Bronzemedaille bei den Leichtathletik-Weltmeisterschaften 2009 in Berlin, bei der er mit seinem letzten Wurf von 78,09 m den Ungarn Krisztián Pars auf den vierten Platz verdrängte.